# Ribeirão Barra Mansa (vattendrag i Brasilien, São Paulo)
Ribeirão Barra Mansa är ett vattendrag i Brasilien.   Det ligger i delstaten São Paulo, i den södra delen av landet, 600 km söder om huvudstaden Brasília.
Runt Ribeirão Barra Mansa är det glesbefolkat, med 20 invånare per kvadratkilometer.